# 地球系统科学伙伴关系
地球系统科学伙伴关系（ESSP, Earth System Science Partnership）是由国际科学理事会主持的一项伙伴关系。它旨在对地球系统进行综合研究，包括它发生变化的方式，及其对全球和区域可持续性的影响。它包括Diversitas、IGBP、WCRP和IHDP。
在当今时代，全球环境变化使得地球系统发生着迅速的变化，使其进入了一种“史无前例”的状态。地球系统是一个复杂的集合体，包括物理、化学、生物和社会组分，以及包括生物群和人类在内的，共同决定地球的状态和动态的各种过程和相互作用。
地球系统科学是对地球系统的研究，其重点是观察、理解和预测全球环境变化，这包括土地、大气、水、冰、生物圈、社会、技术和经济之间的复杂相互作用。

## 拓展阅读
- 地球系统科学
- 国际地圈-生物圈方案
- 系统地质学